# Schloss Fantaisie

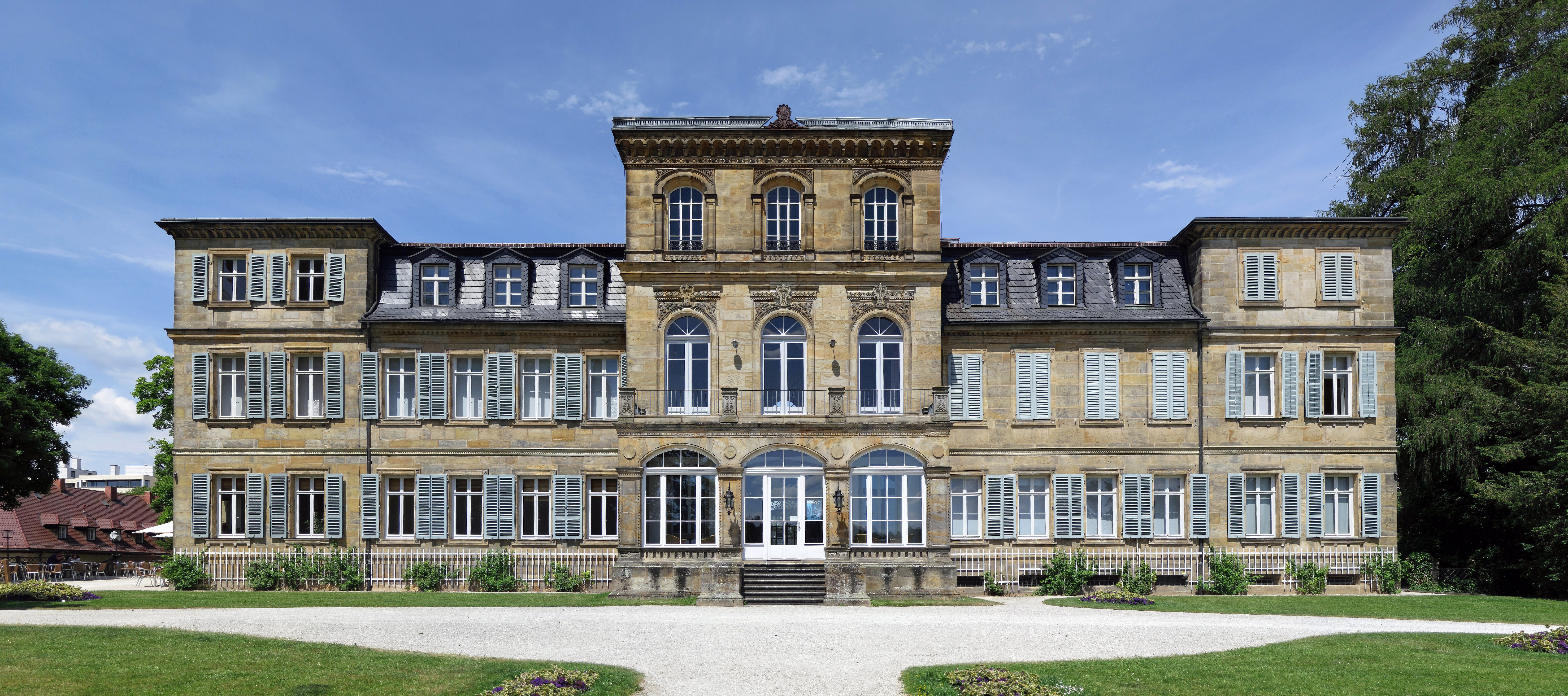
Schloss Fantaisie (südliche Seite)

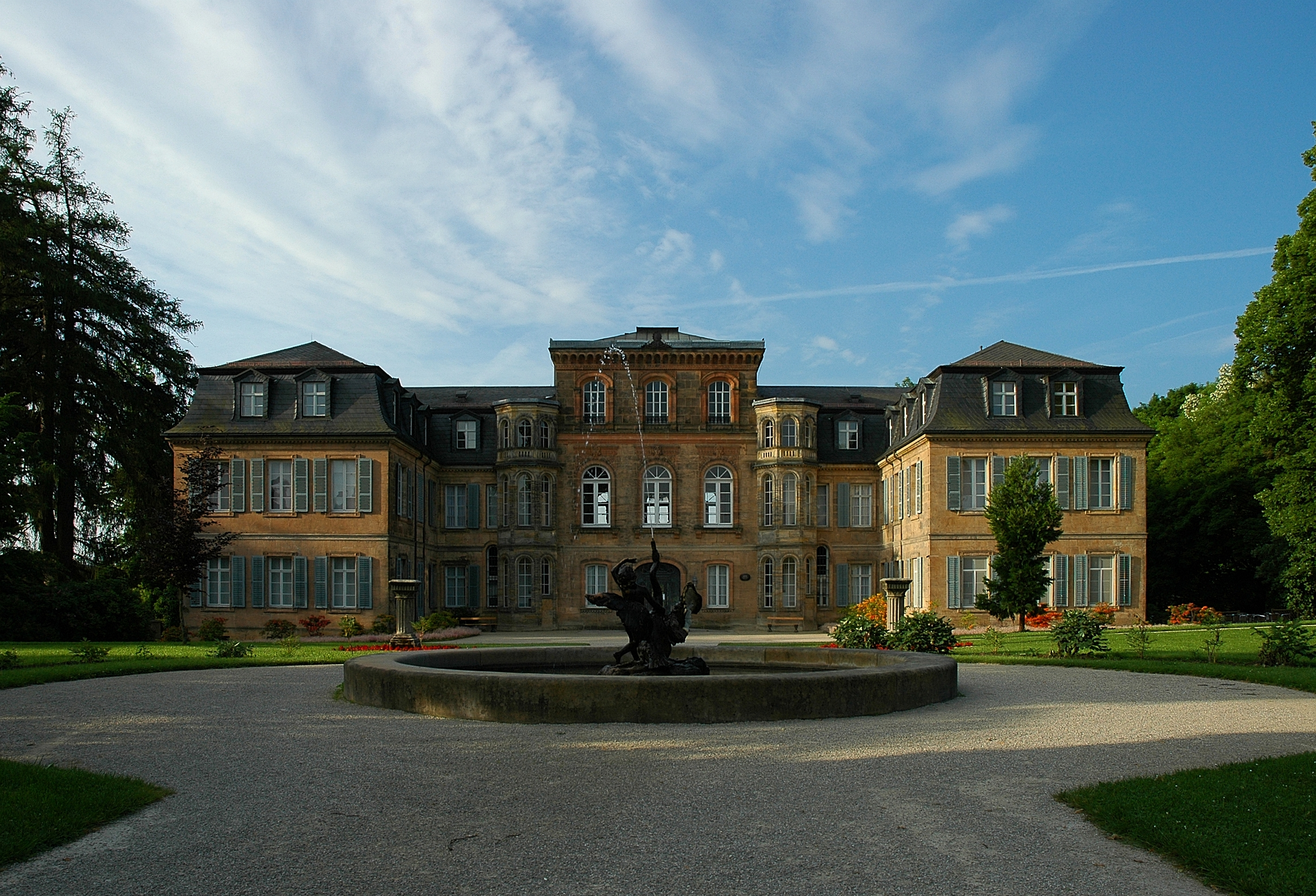
Schloss Fantaisie (nördliche Seite)

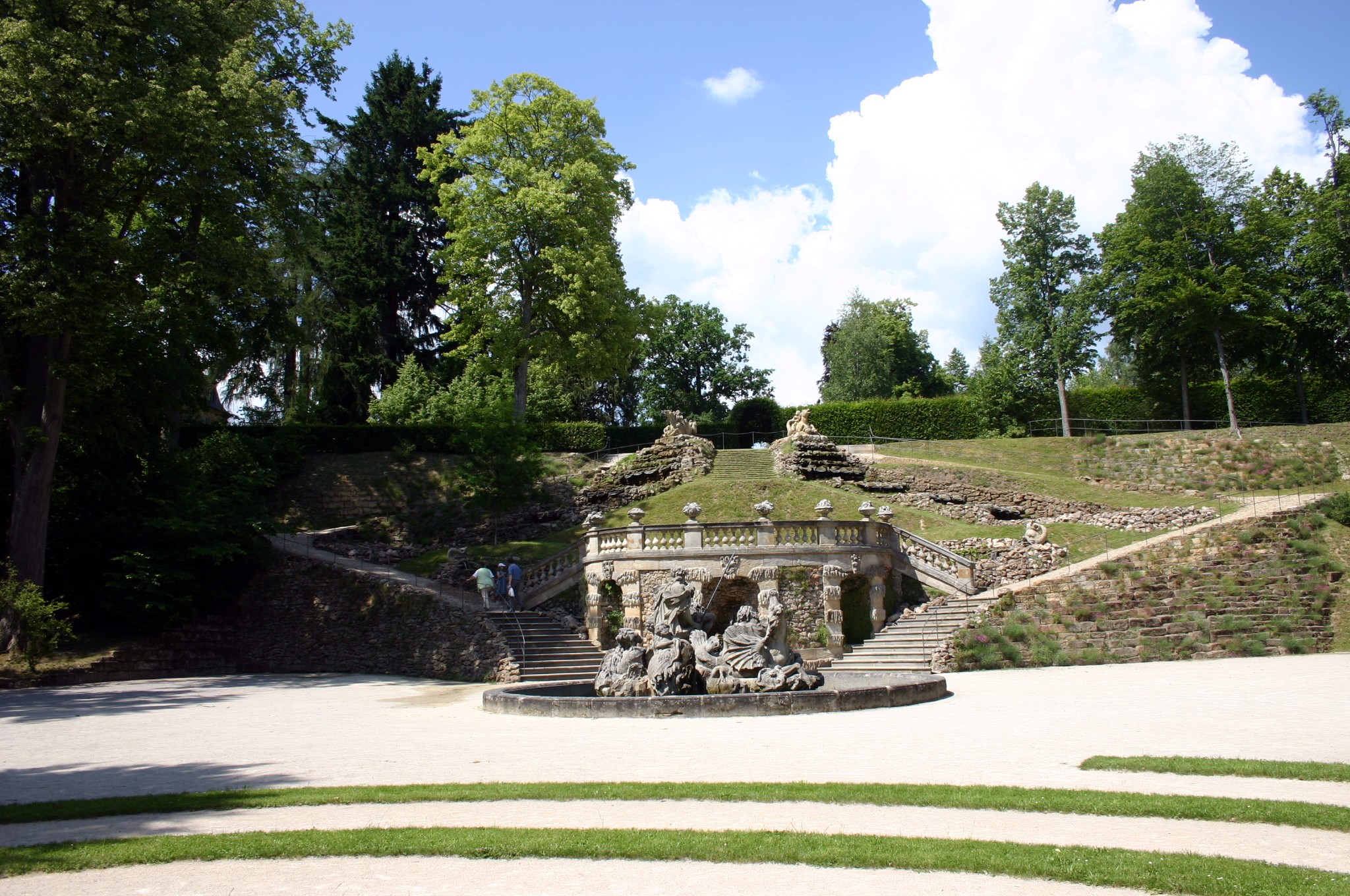
Kaskade und Neptunbrunnen im Schlosspark Fantaisie

Das Schloss Fantaisie steht im Gemeindeteil Donndorf von Eckersdorf, fünf Kilometer westlich von Bayreuth. Erbaut wurde es als weitere Sommerresidenz (nach der Eremitage) für das Markgrafenpaar Friedrich und Wilhelmine von Brandenburg-Bayreuth. Im Schlossgebäude ist das Gartenkunst-Museum eingerichtet. Zum Schloss gehört eine große Parkanlage.

## Geschichte
Das Markgrafenpaar sammelte während einer fast einjährigen Italienreise 1754/55 Eindrücke (u. a. bei der Villa Doria Pamphilj in Rom), die es im Schloss Fantaisie umsetzte. Der Bau begann 1758, wurde aber bald unterbrochen, da Wilhelmine noch im selben Jahr im Alter von 49 Jahren verstarb. Friedrich führte 1761 den Bau fort. Auch er konnte die Fertigstellung nicht erleben. Er starb 1763 im Alter von 51 Jahren in Bayreuth.

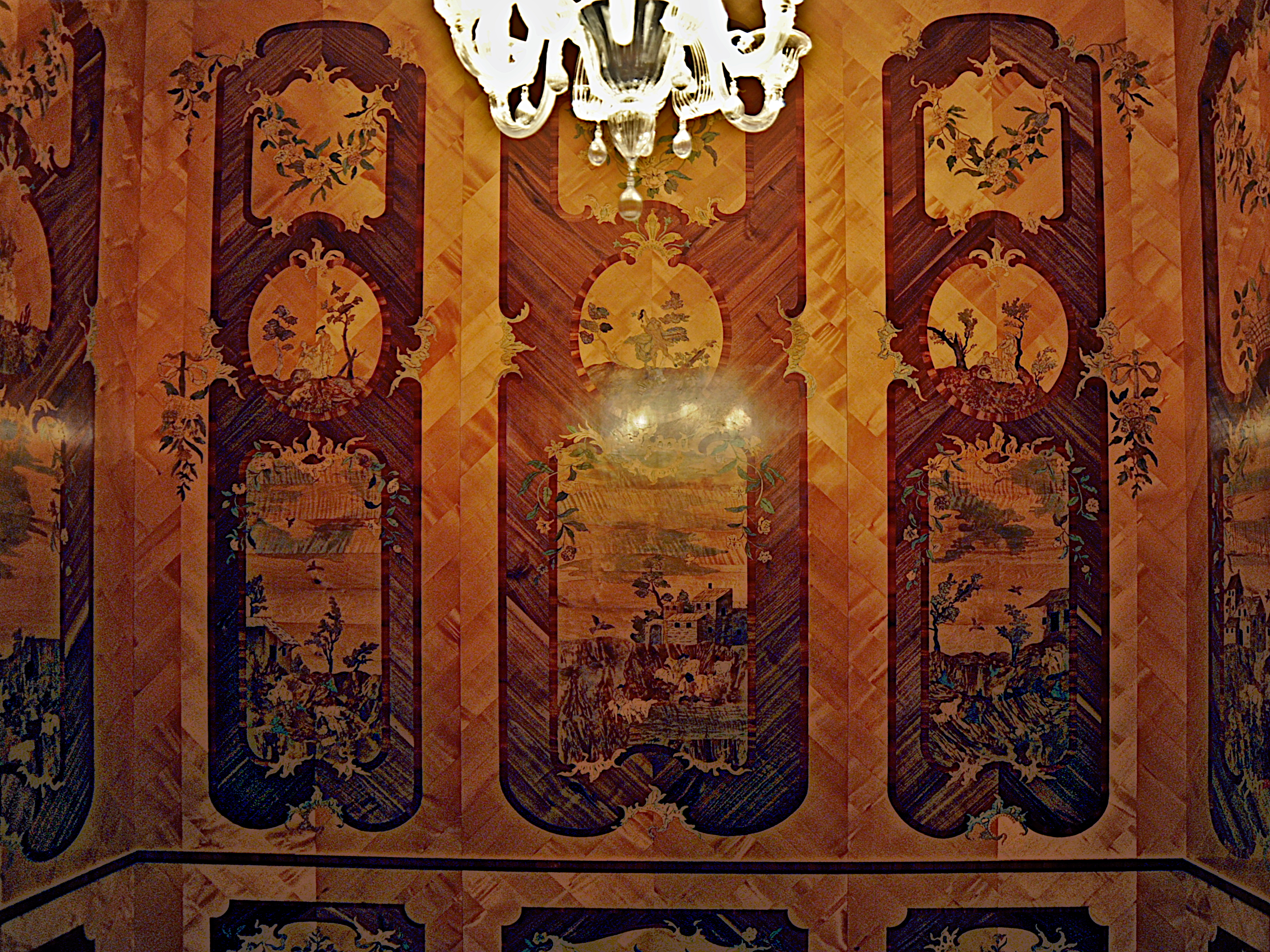
Einlegearbeiten aus Holz (Intarsien) im Spindler-Kabinett

Die Tochter des Markgrafenpaares, Prinzessin Friederike, erbte den Besitz 1763. Von ihr stammt der Name Fantaisie. Sie ließ das Schloss bis 1765 von Johann Jakob Spindler fertigstellen. Es beherbergt das Spindler-Kabinett, eine Intarsienarbeit der Gebrüder Johann Friedrich und Heinrich Wilhelm Spindler in einer originalgetreuen Nachbildung des Originals, das sich im Bayerischen Nationalmuseum in München befindet.
Nach Friederikes Tod 1780 wurden Schloss und Park veräußert. 1792 erwarb ihre Cousine Friederike Dorothea Sophia von Brandenburg-Schwedt (1736–1798) den Besitz. Gemeinsam mit ihrem Mann, Herzog Friedrich Eugen von Württemberg (1732–1797), ließ sie den Park anglisieren. Ihr Enkel Alexander Friedrich Wilhelm (1804–1881) stockte das Schloss auf und ließ die Gartenstaffagen im Zeitgeschmack erneuern. Er lebte dort mit seiner zweiten Ehefrau Emilie von Meyernberg, einem vormals bürgerlichen Mädchen, das er deren Gatten in Frankfurt abgekauft hatte, in einer „Ehe zur linken Hand“. Verwalter des Schlosses war zu dieser Zeit sein Hofkavalier, Werner von Droste zu Hülshoff, ein Enkel des Komponisten Maximilian Friedrich von Droste zu Hülshoff.
Im Jahr 1872 verbrachte hier Richard Wagner einige Monate mit seiner Familie, bevor er nach Bayreuth umzog. Hier wurde er mit dem Barbier Bernhard Schnappauf bekannt und erwählte ihn zu seinem Faktotum.
Im 20. Jahrhundert war Edmund Alexander Fürst von Wrede (1878–1963) Eigentümer des Schlosses. Der Rittmeister a. D. war oberfränkischer Gauführer des demokratiefeindlichen Stahlhelm, Bund der Frontsoldaten. Am 31. Januar 1933, dem Tag nach der „Machtergreifung“ Hitlers, sprach er gemeinsam mit dem NS-Gauleiter Hans Schemm vom Balkon des Bayreuther Neuen Rathauses (Reitzensteinpalais) zu den dort aufmarschierten Mitgliedern von NSDAP, SA und Stahlhelm. Ab Mitte 1933 wurde es still um ihn, zumal sein 1941 gefallener Sohn in Schemms Lokalzeitung Fränkisches Volk als „Judenstämmling“ bezeichnet worden war.
Das Schloss wurde im Sommer 1938 Hauptquartier des späteren Reichsstatthalters im Sudetengau Konrad Henlein. Der erließ dort seinen Aufruf „Heim ins Reich“, in dem er für ein sudetendeutsches Freikorps warb. Im Oktober jenes Jahres wurde die Reichsschule des Nationalsozialistischen Lehrerbunds im Schloss Fantaisie eröffnet. Einen Monat später wurde das Generalkommando des neugegründeten Sudetendeutschen Freikorps, einer aus sudetendeutschen Männern gebildeten paramilitärischen Einheit, im Schloss untergebracht.
Aufgrund der späteren Umbauten hat sich nur sehr wenig vom ursprünglichen Schloss erhalten. Im Schlossgebäude wurde im Juli 2000 das damals deutschlandweit erste Gartenkunstmuseum eingerichtet.
Der Schlosspark ist geprägt von Elementen aus den Stilphasen Rokoko, Empfindsamkeit, Romantik und Historismus. Der Park wurde wieder in seinen ursprünglichen Zustand zurückversetzt. So wurden die Südterrassen, die zum See hin zeigen, wieder mit Weinstöcken bepflanzt, das Labyrinth wurde wieder angelegt und die Wasserkaskaden mit Sandsteinmuscheln und Fabelwesen instand gesetzt.